# Maurice Barrymore

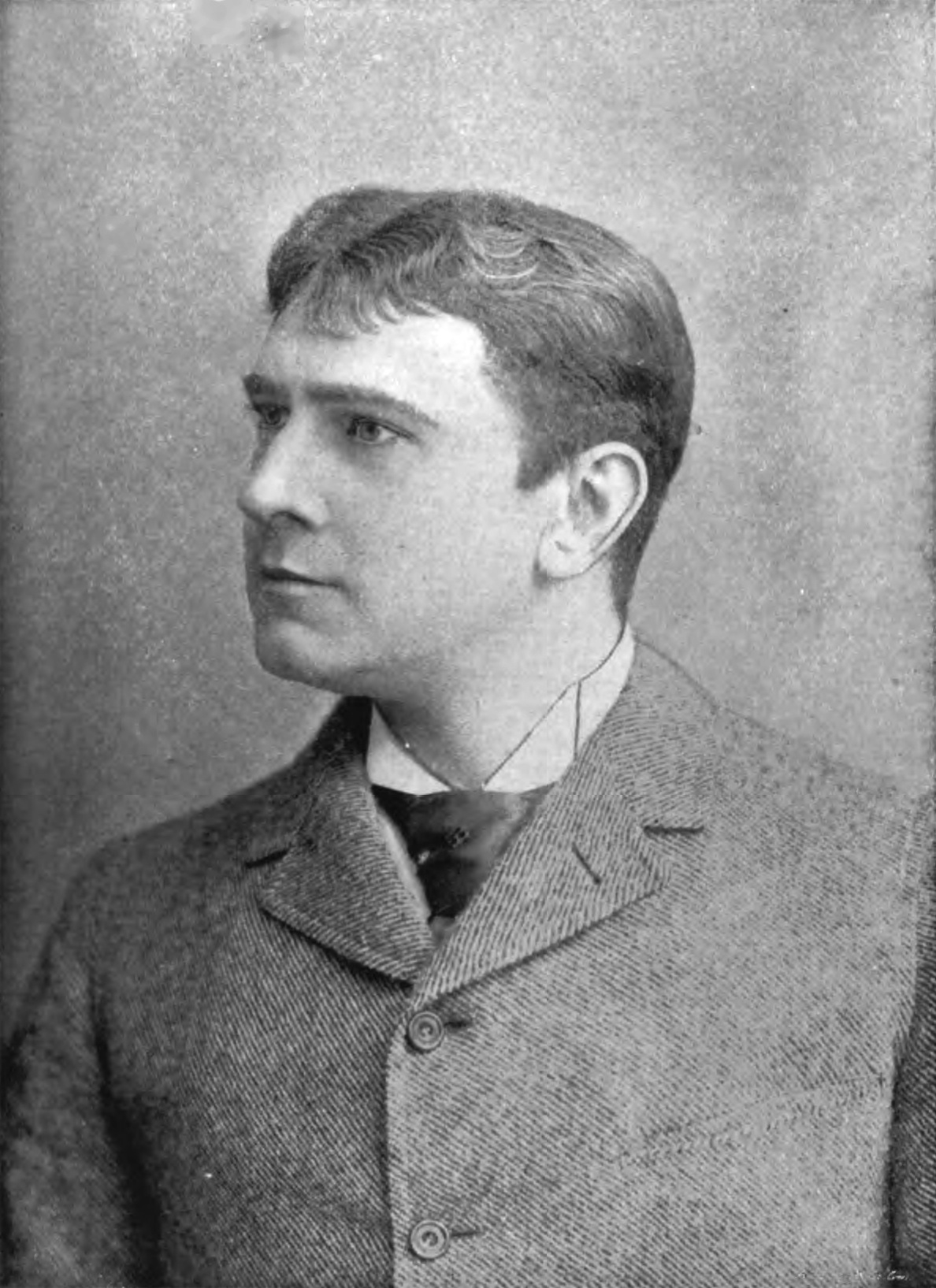
Maurice Barrymore ca. 1894

Maurice Barrymore (eigentl. Herbert Arthur Chamberlayne Blythe; * 21. September 1849 in Amritsar, Indien; † 25. März 1905 in Amityville, Long Island, New York) war ein britischer Broadway-Schauspieler.

## Leben
Barrymore studierte in Oxford und Harrow und debütierte 1872 in London in dem Stück The London Assurance. Sein Debüt in den Vereinigten Staaten gab er 1875 in Boston im Stück Under the Gaslight.
Er war ab 1876 verheiratet mit Georgiana Drew, Tochter der Schauspieler John und Louisa Lane Drew.